# NGC 4156
NGC 4156 ist eine Balken-Spiralgalaxie mit aktivem Galaxienkern vom Hubble-Typ SBb im Sternbild Jagdhunde am Nordsternhimmel. Sie ist schätzungsweise 303 Millionen Lichtjahre von der Milchstraße entfernt und hat einen Durchmesser von etwa 115.000 Lichtjahren. Gemeinsam mit NGC 4151 und PGC 38756 bildet sie das Galaxientrio Holm 345.

Im selben Himmelsareal befinden sich u. a. die Galaxien NGC 4145,  IC 3014, IC 3022.
Die Supernovae SN 1974A wurde hier beobachtet.
Das Objekt wurde am  17. März 1787 von dem Astronomen William Herschel mithilfe seines 18,7 Zoll-Spiegelteleskops entdeckt.